# Flughafen Bora Bora

i7
i11
i13
Der Aéroport de Bora Bora (IATA-Code: BOB, ICAO-Code: NTTB), auch unter dem Namen Airport Motu Mute bekannt, ist der Flugplatz der Insel Bora Bora in Französisch-Polynesien.

## Lage
Der Flugplatz liegt, für Polynesien nicht ungewöhnlich, auf einer ansonsten unbewohnten, winzigen Koralleninsel (polynesisch: Motu) im Norden des Atolls Bora Bora. Die rund 1.500 m lange Start- und Landebahn beginnt und endet direkt am Wasser.
Der Flugplatz verfügt über ein modernes, aber kleines Abfertigungsgebäude im landesüblichen Stil. 
Dieses liegt direkt am Strand der Lagune und ist mit einem Landesteg verbunden, an dem das Linienboot nach Vaitape, dem Hauptort der Insel, anlegt. Fluggäste von Air Tahiti werden mit dem Boot in einer etwa fünfzehnminütigen Fahrt nach Vaitape gebracht. Luxushotels holen ihre Gäste mit eigenen Booten ab und bringen sie direkt zum Hotel. Die Fahrt dahin kann, je nach Lage des Hotels, bis zu drei Stunden dauern.

## Geschichte
Im Zweiten Weltkrieg wurde Bora Bora nach dem Angriff auf Pearl Harbor eine Versorgungsbasis der USA im Südpazifik. Das US-amerikanische Militär errichtete ein Tanklager, eine Basis für Wasserflugzeuge und eine unbefestigte Landebahn auf dem Motu Mute im Norden der Insel. Nach dem Abzug des Militärs 1946 lag das Gelände vorübergehend brach. 1958 wurde die Landebahn asphaltiert und für den zivilen Flugverkehr eröffnet.

## Fluggesellschaften und Flugziele
Der Flugplatz wird von der Air Tahiti mit kleineren Flugzeugen angeflogen. Internationaler Linien-Flugverkehr findet nicht statt, Reisende müssen am Flughafen Tahiti umsteigen.
Zu den im Linienverkehr angeflogenen Zielen gehören die Inseln Tahiti, Raiatea, Moorea, Huahine und Maupiti.